# Vatamány Atanáz
Vatamány Atanáz (Kisvárda, 1996. október 19.–) magyar színművész.

## Életpálya
1996-ban született Szabolcs-Szatmár-Bereg megyében, Kisvárdán. Édesapja görögkatolikus pap. A Budai Ciszterci Szent Imre gimnáziumban érettségizett 2015-ben. 2018-2019 között a Pesti Magyar Színiakadémián tanult. 2019-2024 között a Színház- és Filmművészeti Egyetem zenés színész szakos hallgatója volt, Novák Eszter és Selmeczi György osztályában. 2024-től szabadúszóként dolgozik.

## Színházi szerepei

### Miskolci Nemzeti Színház
- 2022:Jézus Krisztus Szupersztár (Kajafás)

### Független előadás
- 2022:  Én még itt fogok ülni szerintem
- 2024:Cseh Tamás-Bereményi Géza: Frontátvonulás (Narrátor, Világ mamikája)
- 2025: Klárák: Egy nő (h)arcai
- 2025:Varga Júlia: Turtur megmenti az erdőt

### Madách Színház
- 2017: Szerelmes Shakespeare (énekegyüttes)[6]

### Centrál Színház
- 2016: My Fair Lady (táncegyüttes)

### Vígszínház
- 2025: Rémségek kicsiny boltja[7]

### Szentendrei Teátrum
- 2022: Pergolesi: Az úrhatnám szolgáló (néma szolga)

### Akvárium Klub
- 2025: William Shakespeare – Nagy Feró: HAMLET (Polonius)

## Film- és sorozatszerepei
- Bolond Istók - (2024, Radu)
- The Day of the Jackal - (2024, László)